# FIFO

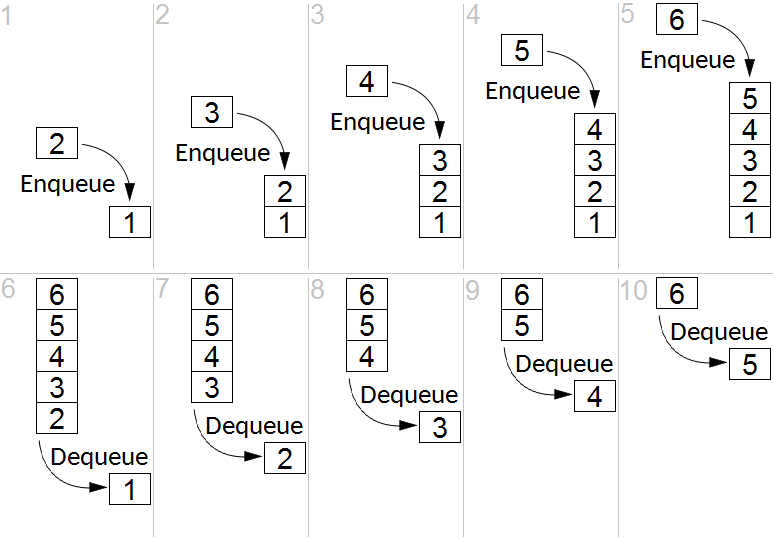
enqueue(エンキュー) および dequeue(デキュー) による、FIFO (queue) のイメージ

FIFO（ファイフォ、フィフォ、フィーフォー）は、First In, First Outを表す頭字語である。先入れ先出しと訳されることがある。
この言葉はキューの動作原理を表すものであり、キューに入っているどんな要素の組に対しても、先に入ったものを先に処理して出し、後に入ってきたものは先に入ったものより後から処理して出す、というように、出入りにおいて順序が保存されることを意味している（厳密には出入りのみを定義しており、処理順ではない）。日本語の俗な慣用表現では「ところてん式」も同じものを指す。
たとえば優先度付きキューはキューの一種であるが、FIFOではない。優先順位によって順序が入れ替わるからである。待ち行列理論における、FIFOキューについての厳密な定義もある。
FIFOは、いくつかの異なる文脈で用いられる。すなわち一般概念のこともあれば、特定の実装のこともある。以下ではそれぞれを解説するが、これが全てではない。たとえばもっとくだけた感じで、同時通訳のような情報の処理方法をFIFOと呼ぶこともある。

## コンピュータ

### データ構造

FIFO (queue) のキューのイメージ

キューに格納されたデータの処理方法のひとつである。キュー上の各要素はキューのデータ構造内に格納される。FIFOのキューでは、最初に格納されたデータが、(後で)最初に取出されると同時に削除される。入出力（格納と取出し）は常にその順番で行われる。同義語としてLILO（Last In Last Out）がある。これはキューの一般的な動作である。これの対称として、先入れ後出し（後入れ先出し）の順序があり、スタックまたはLIFOを参照されたい。
典型的なデータ構造は次のようになる。
```
 struct fifo_node {
   fifo_node *next;
   value_type value;
 };
```

```
 class fifo
 {
   fifo_node *front;
   fifo_node *back;
   fifo_node dequeue(void)
   {
     fifo_node *tmp = front;
     front = front-
>
next;
     return tmp; 
   }
   queue(value)
   {
     fifo_node *tempNode = new fifo_node;
     tempNode-
>
value = value;
     back-
>
next = tempNode;
     back = tempNode;
   }
 }
```

この例では、queue(value) で valueがキューに格納され、dequeue() でキューの先頭のデータを取り出すようになっている。

### パイプ
一般に、いわゆる「パイプ」の動作はFIFOだが、特にファイルシステム名前空間に名前が作られる「名前付きパイプ」は、ファイルシステム中での種別（通常ファイル、ディレクトリ、デバイスファイル、etc）として「FIFO」と呼ばれている。

## 論理回路
論理回路では、データの流れる方向が一方向であるという特性のある記憶装置として、バッファリングに使われる。実現方法としては、シフトレジスタのようにデータ全体が一方向に動くという方法と、アドレス付けされたメモリと書込み・読出しの各ポインタ、制御ロジックを組み合わせる方法がある。
重要な役割を果たしているFIFOとしては、デュアルポートSRAMがある。一方のポートがライトに使われ、もう一方がリードに使われる。
同期型FIFOはリードとライトに同じクロックを使用するものである。非同期型FIFOは異なったクロックを使用する。非同期型FIFOは準安定性問題をはらんでいる。非同期型FIFOでは書込み・読出しのポインタの番地変化にインクリメントではなくグレイコードを使い、安定した信号生成ができるようにする。
FIFOにはいくつかのフラグが付属する。フラグはFIFOの状態を表し、いっぱいになっているとか、もうすぐいっぱいになるとか、ほとんど空だとかいうことを示す。空きが設定した容量以下・以上になったら割込みを起こすよう設定できるものも多い。